# Anachalcos janssensi
Anachalcos janssensi là một loài bọ cánh cứng trong họ Bọ hung (Scarabaeidae).